# Abdulhafiz Bueraheng
Abdulhafiz Bueraheng (thailändisch อับดุลฮาฟิส บือราเฮง, * 17. Oktober 1995 in Buketa, Provinz Narathiwat), auch als Awae (thailändisch อาแว) bekannt, ist ein thailändischer Fußballspieler.

## Karriere
Abdulhafiz Bueraheng erlernte das Fußballspielen beim Drittligisten Nara United FC. Im Juli 2016 wechselte er zum Erstligisten Buriram United nach Buriram. 2018 wurde er an den Zweitligisten PTT Rayong FC ausgeliehen. Mit PTT wurde er Meister der Thai League 2 und stieg somit in die Erste Liga auf. Nachdem PTT Ende 2019 erklärte, dass der Verein ab 2020 nicht mehr in der Thai League teilnimmt, kehrte er zu Buriram zurück und wechselte anschließend zum Ligakonkurrenten Nakhon Ratchasima FC nach Nakhon Ratchasima. Am Ende der Saison 2022/23 musste er mit Korat in die zweite Liga absteigen. Nach dem Abstieg verließ er den Verein und schloss sich im Sommer 2023 dem Erstligisten Police Tero FC an. Am Ende der Saison 2023/24 belegte er mit Police Tero den 15. Tabellenplatz und musste somit in die zweite Liga absteigen. Nach 19 Ligaspielen wurde sein Vertrag nach dem Abstieg im Sommer 2024 nicht verlängert. Im Juni 2024 verpflichtete ihn der Erstligist Sukhothai FC. Nach einer Spielzeit, in der er für den Verein aus Sukhothai 25 Ligaspiele bestritt, wurde sein Vertrag im Sommer 2025 nicht verlängert. Ende Juni 2025 nahm ihn der Zweitligaaufsteiger Songkhla FC unter Vertrag.

## Erfolge
PTT Rayong FC
- Thailändischer Zweitligameister: 2018